# 5779 Schupmann
5779 Schupmann là một tiểu hành tinh vành đai chính với chu kỳ quỹ đạo là 1910.2251487 ngày (5.23 năm).
Nó được phát hiện ngày 23 tháng 1 năm 1990 và được đặt theo tên của German optician Ludwig Schupmann.